# 中国鉄道科学研究院
中国鉄道科学研究院（略称：鉄科院またはCARS）は、中華人民共和国の鉄道の研究機関。 

## 概要
1950年3月1日に中国鉄道科学研究院は創立され、中国で唯一の多領域且つ多分野にわたる鉄道に関する総合的な研究機構で、2002年にはCARSは研究開発、生産・販売、軌道交通技術に関するコンサルティング等を担当する企業に再編された。現在、CARSは中国鉄道部に直属で鉄道における各分野の研究所9か所、分院2か所、センター6か所、国家レベルの工業技術研究センター1か所、国家品質技術監督局より認定された計量ステーション2か所がある。正規職員が2376名でその中で専門技術職が1694名、中国科学院と中国工程院の院士3名、国家レベルの専門家68名を擁する。
北京の北東部にあるCARSの中国国家鉄道試験中心は外周は9kmで半径は1852mでこの種の実験線の中でも世界有数の規模を誇る。